# Mato Benlić
Mato Benlić (Banja Luka, 1609. – Velika kraj Požege, 30. siječnja 1674.), je bio franjevac, provincijal Franjevačke provincije Bosne Srebrene, biskup Beogradske biskupije, upravitelj Smederevske biskupije te apostolski vikar upražnjenih biskupija u Ugarskom dijelu pod turskom vlašću. 
U izvorima ga se navedi i kao Bellinich te Bellich.

## Životopis
Mato Benlić rodio se u Banja Luci 1609. godine. Osnovno školovanje je završio u Fojnici te postao franjevac. Kasnije odlazi u Italiju, gdje zaršava više škole i zaređuje se za svećenika. 3. svibnja 1649. godine postaje provincijalom Bosne Srebrene. Za vrijeme službovanja kao provincijal obnavljao je samostane koji su bili uništeni za vrijeme Kandijskoga rata. 27. veljače 1651. godine je imenovan za beogradskog biskupa te zaređen 25. lipnja iste godine. Za vrijeme biskupovanja je bio zatvoren u tamnici u Temišvaru i Srijemu, nakon što je proglašen da je "papina uhoda", prilikom podijele svete krizme.
4. prosinca 1651. imeovan je za administratora Smederevske biskupije i apostolskim vikarom upražnjenih biskupija u Ugarskom dijelu pod turskom vlašću. Umro je 30. siječnja 1674. u Velikoj, gdje je i pokopan u crkvi sv. Augustina.